# Hoa Mộc Lan (phim truyền hình)
Hoa Mộc Lan (tiếng Trung: 花木蘭; Việt bính: faa1 muk6 laan4) là một bộ phim truyền hình Hồng Kông năm 1998 do đài TVB sản xuất.

## Phân vai

### Gia đình họ hoa
- Trần Diệu Anh 陳妙瑛 vai Hoa Mộc Lan 花木蘭
- La Gia Anh 羅家英 vai Hoa Hồ 花弧
- Mã Tinh Nghi 馬菁宜 vai Dương Liễu Chi 楊柳枝
- Trương Ngọc San 張玉珊 vai Hoa Mộc Huệ 花木蕙 -
- Vi Gia Hùng 韋家雄 vai Hia Mộc Huệ 花木棣 -
- Diệp Chấn Thanh 葉振聲 vai Hoa Minh 花明 -

### Gia đình họ Hạ
- Vương Hỉ 王喜 vai Hạ Cao Thăng 賀高陞
- Chu Mễ Mễ 朱咪咪 vai Lương Hồng Mai梁紅梅
- Lê Bỉ Đắc 黎彼得 vai Hạ Lễ 賀禮

### Gia đình họ Từ
- Lưu Vĩnh Kiên 劉永健 vai Từ Tam Cương徐三綱
- Trương Anh Tài 張英才 vai Từ Định Khang 徐定康
- Bạch Nhân 白茵 vai Dương Thúy Hoàn 楊翠環

### Gia đình họ Lang
- Vương Vĩ 王偉 vai Đức Lợi 德利
- Mã Hải Luân 馬海倫 vai Lý Ngọc Lương 李玉蓮
- Hà Khải Nam 何啓南 vai Lang Nhân 郎仁
- Phó Minh Hiến 傅明憲 vai Lang Tiểu Tiểu 郎小小
- Tống Chí Linh 宋芝齡 vai Tiểu Đào 小桃